# Marado marado
Marado marado es una especie de caballito del diablo fósil der orden Odonata. La especie fue descripta a partir de restos fósiles de alas hallados en la Formación de Maíz Gordo, de antigüedad paleocena tardía, el en la Provincia de Jujuy, Argentina.
Esta especie fue descripta en 2021 por el científico Julián F. Petrulevičius de la División Paleozoología de la Facultad de Ciencias Naturales y Museo, Universidad Nacional de La Plata, La Plata, Argentina.

## Descripción
El material analizado para la descripción de la especie Marado marado consta de una impresión de ala donde se pueden distinguir la morfología de la venación, un caracter de importancia taxonómica en el grupo.

## Etimología
El epíteto específico "marado", así como el género que la contiene "Marado", es un homenaje al futbolista argentino Diego Maradona."Marado" es una contracción del nombre Maradona.

"Maradóoo maradóoo" es la voz del pueblo, la canción popular que se escucha en las gradas de los estadios de fútbol, alentando al ídolo, como en el Estadio Azteca en la ciudad de México. Diego siempre estuvo del lado del pueblo de donde venía. Tras su desaparición física, Maradona vivirá para siempre en la memoria del pueblo.
Julián F. Petrulevičius

## Material tipo
El holotipo de la especie, es decir, el individuo de referencia, se encuentra depositado en la colección de la División Paleozoología Invertebrados del Museo de La Plata, La Plata, Argentina, bajo el código MLP 18833. Dicho material tiene por localidad tipo El Garabatal (24° 20' de latitud sur, 64° 28' de longitud oeste), Formación de Maíz Gordo, Provincia de Jujuy, Argentina.